# IGPX
《IGPX不朽大獎賽》（英語： / 日語：）是一部由日本和美國聯合製作並播出的機器人競速題材電視動畫。

## 作品簡介
《IGPX不朽大獎賽》是一部由日本和美國聯合製作的以美國為背景的機器人競速題材電視動畫。
該動畫於2005年10月5日至2006年3月29日期間在朝日電視台播出；同屬朝日電視網的朝日放送電視台和名古屋電視台則分別於2005年10月11日和12日開播，播出周期長達半年。卡通頻道則於2005年11月12日播出了該動畫英語版的前3話先行版，隨後轉檔至Toonami於2006年1月播出日語配音版；而自同年7月開始，改爲英語和日語的雙語播出。
《IGPX不朽大獎賽》也開發了媒體組合，例如在PlayStation 2上推出了同名游戲，也在MediaWorks旗下雜志《電擊魔王》推出了同名漫畫。同名漫畫由柳瀨優希擔任脚本，而由筧小龍擔任作畫。

## 劇情概要
2048年，一項名爲“不朽大獎賽”風靡美國。這是一種采取“三對三”形式的機器人戰鬥賽事；據説為了贏得比賽，隊伍需要有出色的機器性能、駕駛技巧和團隊合作。也在同年，一隻新成立的隊伍“佐富戰隊”從低級別的IG-2聯賽升入到最高級別的IG-1聯賽。本作主要描寫了佐富戰隊是如何在IG-1聯賽内與各路高手過招的故事。

## 製作團隊
- 企劃·原作：Production I.G × 卡通頻道

- 原作：石川光久（Production I.G）、肖恩·艾金斯（卡通頻道）、渡邊繁（日语：渡辺繁）（萬代影視）、彌富健一（萬代娛樂）

- 導演·劇本統籌：本鄉滿

- 人物設定：海谷敏久

- 機械設定：竹内敦志（日语：竹内敦志）、石垣純哉（日语：石垣純哉）

- 設定協助：西村博之

- 道具設計：高橋英樹（日语：高橋英樹 (アニメーター)）

- 美術指導：光元紋（美峰工作室）

- 美術設計：平澤晃泓（美峰工作室）

- 色彩設計：渡邊陽子

- 動畫指導：野上麻衣子

- 3D製作：水谷英二

- 3D指導：竹内敦志（日语：竹内敦志）

- 3D CGI：吉田未樹、河口俊夫（日语：河口俊夫）

- 特殊效果：村上正博

- 視覺效果：龜井幹太

- 攝影指導：古川誠

- 剪輯指導：植松淳一

- 音樂指導：三間雅文（Techno Sound（日语：テクノサウンド））

- 音樂：Ninja Tune（英语：Ninja Tune）

- 音響效果：倉橋裕宗（Sound Box（日语：サウンドボックス））

- 製作協助：P.A.Works（堀川憲司）、MSC（日语：エム・エス・シー (アニメ制作会社)）（松井正一）

- 製片人：寺川英和（Production I.G）、傑森·德馬科（卡通頻道）、太田賢司（日语：太田賢司）（朝日電視台）、冲訓久（萬代影視）

- 動畫製作：Production I.G

- 制作：朝日電視台（第1話～第24話）

- 製作：IGPX製作委員會（Production I.G、卡通頻道、萬代影視[a]、萬代娛樂[b]、蘭蒂斯[c]）

- 著作權標記：
  - 日語版

  - 英語版

### 英語版團隊
- 執行製作人：肖恩·艾金斯

- 製作人：艾瑞克·謝爾曼（日语：エリック・P・シャーマン）、坂本佳榮子（日语：坂本佳栄子）、傑森·德馬科

- 現場導演：艾瑞克·謝爾曼

- 翻譯：友梨花·荒木-丹尼斯

- 製作公司：威廉姆斯街（英语：Williams Street）、Bang Zoom!（英语：Bang Zoom!）

## 主題音樂
|        | 歌曲名     | 作詞       | 作曲       | 編曲     | 演唱      | 備注                   |
| ------ | ---------- | ---------- | ---------- | -------- | --------- | ---------------------- |
| 片頭曲 | Go For It! |            | 飯塚昌明   | 飯塚昌明 | GRANRODEO | 不適用                 |
| 片尾曲 |            | 栗林美奈實 | 栗林美奈實 | 大久保薰 | exige     | 蘭蒂斯唱片（音樂協助） |

## 劇集列表
|    | 標題       | 編劇                | 分鏡製作          | 現場導演          | 作畫監督          | 首播日期       |
| -- | ---------- | ------------------- | ----------------- | ----------------- | ----------------- | -------------- |
| 1  | 閃耀時刻   | 本鄉滿              | 本鄉滿 西村博之   | 本鄉滿            | 海谷敏久          | 2005年10月5日  |
| 2  | 勝或失敗   | 本鄉滿              | 西村博之          | 湖山禎崇          | 齋藤卓也          | 2005年10月12日 |
| 3  | 黑色的蛋   | 西村博之            | 多田俊介          | 多田俊介          | 入江健司          | 2005年10月19日 |
| 4  | 以皇帝之名 | 本鄉滿              | 西村博之 須間雅人 | 橋本昌和          | 守岡英行          | 2005年10月26日 |
| 5  | 團結時刻   | 西村博之            | 西村博之          | 本鄉滿            | 海谷敏久          | 2005年11月2日  |
| 6  | 貓狗大戰   | 本鄉滿              | 片山春美          | 湖山禎崇          | 齋藤卓也          | 2005年11月9日  |
| 7  | 春天來了   | 淺野真樹子          | 多田俊介          | 多田俊介          | 入江健司          | 2005年11月16日 |
| 8  | 好喜歡你   | 西村博之            | 西村博之          | 橋本昌和          | 宮前真一          | 2005年11月23日 |
| 9  | 休息日     | 淺野真樹子          | 鎌倉由實          | 鎌倉由實          | 海谷敏久          | 2005年11月30日 |
| 10 | 對決       | 本鄉滿              | 西村博之          | 橋本昌和          | 宮前真一          | 2005年12月7日  |
| 11 | 接下來……   | 本鄉滿              | 多田俊介          | 多田俊介          | 入江健司          | 2005年12月14日 |
| 12 | 最終決戰   | 西村博之 本鄉滿     | 西村博之          | 河野利幸          | 宮前真一          | 2006年1月11日  |
| 13 | 邁向明天   | 本鄉滿              | 本鄉滿 西村博之   | 本鄉滿            | 海谷敏久          | 2006年1月18日  |
| 14 | 新挑戰     | 淺野真樹子          | 湖山禎崇          | 湖山禎崇          | 齋藤卓也          | 2006年1月25日  |
| 15 | 困惑       | 淺野真樹子          | 初見浩一          | 橋本昌和          | 佐藤雅弘          | 2006年2月1日   |
| 16 | 心不設防   | 淺野真樹子          | 河野利幸          | 河野利幸          | 宮前真一          | 2006年2月8日   |
| 17 | 白色的雪   | 本鄉滿              | 鎌倉由實          | 橋本昌和          | 守岡英行          | 2006年2月15日  |
| 18 | 拼圖戒指   | 本鄉滿              | 湖山禎崇          | 湖山禎崇          | 高橋英樹 海谷敏久 | 2006年2月22日  |
| 19 | 前進！武史 | 淺野真樹子          | 須間雅人          | 橋本昌和          | 宮前真一          | 2006年3月1日   |
| 20 | 復活       | 笠原邦曉            | 河野利幸          | 河野利幸          | 芝美奈子          | 2006年3月8日   |
| 21 | 決斷       | 笠原邦曉 淺野真樹子 | 片山春美 竹内敦志 | 淺野真樹子 本鄉滿 | 海谷敏久          | 2006年3月15日  |
| 22 | 前往目的地 | 淺野真樹子          | 湖山禎崇          | 橋本昌和          | 宮前真一          | 2006年3月22日  |
| 23 | 命運       | 本鄉滿              | 摩砂雪            | 湖山禎崇          | 芝美奈子          | 2006年3月29日  |
| 24 | 勝利的去向 | 本鄉滿              | 喜多谷充          | 橋本昌和          | 宮前真一          | 2006年3月29日  |
| 25 | 敵對的矛盾 | 本鄉滿              | 須間雅人          | 湖山禎崇          | 野武洋行          | 2006年6月25日  |
| 26 | 結局與開始 | 本鄉滿              | 西村博之          | 本鄉滿            | 海谷敏久          | 2006年7月2日   |

## 播出頻道
| 地區       | 電視頻道 / 電視網 | 日期                        | 時段                                  |
| ---------- | ----------------- | --------------------------- | ------------------------------------- |
| 日本全國   | Toonami           | 2006年1月8日—7月2日         | 星期日 12:00—12:30 星期日 19:00—19:30 |
| 關東廣域區 | 朝日電視台        | 2005年10月5日—2006年3月29日 | 星期四 02:40—03:10                    |
| 近畿廣域區 | 朝日放送電視台    | 2005年10月11日—2006年4月4日 | 星期三 02:51—03:21                    |
| 中京廣域區 | 名古屋電視台      | 2005年10月12日—2006年4月5日 | 星期四 03:08—03:38                    |

### 脚注
1. ↑  現為萬代南夢宮影像製作旗下部門。
2. ↑  現爲萬代美國。
3. ↑  現爲萬代南夢宮音樂現場。
4. ↑  由栗林美奈实與高橋智秋分別署名和組成的限定組合。
5. 1 2  參與聯播的無綫電視頻道未播出該話。

### 出典
1. ↑  . Production I.G.   [2025-06-15].

## 外部連接
- 官方网站（日語）
- IGPX不朽大獎賽在Production I.G網站上的介紹頁（日語）

| 朝日電視臺 周三夜26:40檔 | 朝日電視臺 周三夜26:40檔 | 朝日電視臺 周三夜26:40檔 |
| ------------------------ | ------------------------ | ------------------------ |
|                          | IGPX不朽大獎賽           |                          |
| 藍色潮痕                 | 蛙男劇場                 |                          |